# 新井石禅

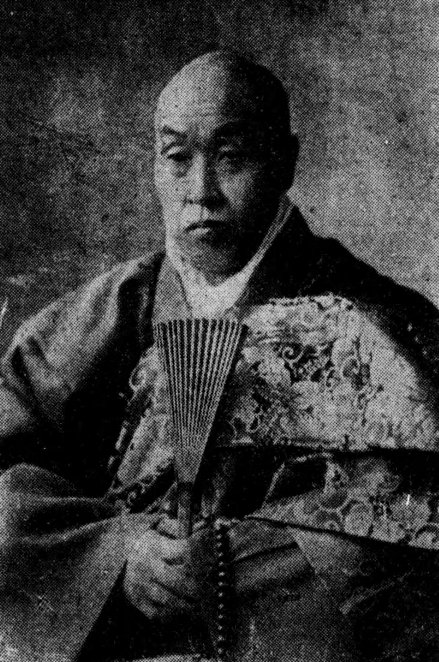
新井石禅

新井 石禅（あらい せきぜん、俗名：石井仙太郎、元治元年12月19日（1865年1月16日） - 1927年）12月7日）は、日本の曹洞宗の僧侶。總持寺独住5世、第11代管長（大陽真鑑禅師）。号は穆英。

## 概要
陸奥国伊達郡梁川村（現福島県伊達市）の石井家の三男に生まれ、12歳の時に出家、菩提寺の興国寺住職新井如禅の弟子となる。曹洞宗専門本校（現、駒澤大学）に学び、わずか3年で卒業。畔上楳仙、森田悟由らに参禅した。
善徳寺、浄春院、大栄寺、雲洞庵、護国院、最乗寺などに歴住し、曹洞宗大学林学監兼教授、教学部長、永平寺副監院となり、總持寺西堂を経て大正9年（1920年）に独住5世、曹洞宗第11代管長となる。国内、海外の巡教は数百か所に及び、その徳化は一世を風靡し、生き仏と仰がれた。大正13年（1924年）には光華女学校（現、鶴見大学附属高等学校）を設立した。
昭和2年（1927年）12月7日に遷化。

## 著作リスト
- 『曹洞宗要法話』（鴻盟社、1908年）
- 『禅学入門』（豐文社、1911年）
- 『信は力なり』（中央出版社、1931年）
- 『心機一転 - 修養の極致処世の秘訣』（中央出版社、1918年）
- 『証道歌講義』（中央仏教社、1929年）
- 『處世禪』（文學書房、1941年）

### 全集
- 『新井石禅師講話選集』（神戸修養会編、1928年）
- 『新井石禅全集』1-12（山田霊林編、新井石禅全集刊行会、1929年）